# Municipio de Hurley (Dakota del Sur)
El municipio de Hurley (en inglés: Hurley Township) es un municipio ubicado en el condado de Turner en el estado estadounidense de Dakota del Sur. En el año 2010 tenía una población de 169 habitantes y una densidad poblacional de 1,85 personas por km².

## Geografía
El municipio de Hurley se encuentra ubicado en las coordenadas 43°18′48″N 97°6′9″O / 43.31333, -97.10250. Según la Oficina del Censo de los Estados Unidos, el municipio tiene una superficie total de 91.33 km², de la cual 90,63 km² corresponden a tierra firme y (0,77 %) 0,7 km² es agua.

## Demografía
Según el censo de 2010, había 169 personas residiendo en el municipio de Hurley. La densidad de población era de 1,85 hab./km². De los 169 habitantes, el municipio de Hurley estaba compuesto por el 94,08 % blancos, el 1,78 % eran afroamericanos, el 1,78 % eran amerindios, el 0,59 % eran de otras razas y el 1,78 % eran de una mezcla de razas. Del total de la población el 1,78 % eran hispanos o latinos de cualquier raza.